# Idioma cario
El cario es un lengua indoeuropea, de la rama luvita, perteneciente al extinto grupo anatolio, hablada en la región de Caria, en el sur de Anatolia. Hacia el siglo II a. C. o un poco más tarde esta lengua habría sido sustituida en la zona por el griego. 

## Aspectos históricos, sociales y culturales

### Historia de la lengua

Localización de Caria.

La región de Caria estaba situada entre Licia y Lidia. El cario parece haber sido la lengua autóctona de Caria (gr. Καρία Karía) y cario se debió hablar en ella durante el I milenio a. C.; los textos documentados abarcan cuatro siglos, del IV a. C. al II a. C. Es posible que todavía algún tiempo después se siguiera hablando en la región.

### Uso y distribución
Existen una docena de inscripciones en alfabeto epicórico, la mayor parte cortas o fragmentarias, encontradas en Caria o en objetos procedentes de esa región. La mayor parte están datadas entre los siglos IV y III a. C. Existe además una inscripción bilingüe en cario y griego procedente de Atenas, datada en el siglo VI a. C. Sin embargo el mayor número de textos en cario proceden de epitafios y grafitis dejados por mercenarios carios en Egipto, datados entre los siglos VII y V a. C. El descubrimiento de una larga inscripción bilingüe en 1996 en el sitio de Kaunos revolucionó el conocimiento que se tenía de esta lengua.

## Descripción lingüística

### Clasificación
El cario es claramente una lengua indoeuropea del grupo anatolio, y con características del subgrupo occidental (luvita-licio-cario), por lo que el antiguo luvita podría ser su antecesor.

### El alfabeto cario
El cario usaba un alfabeto propio, con algunas semejanzas con el griego. Como muchas escrituras antiguas, se escribía indiferentemente de derecha a izquierda o de izquierda a derecha, sin separación de palabras como norma. El desciframiento, después de los trabajos de Ray (1981), Adiego y Schürr está casi completado.
| Signo | Transcripción | Pronunciación (API) |
| ----- | ------------- | ------------------- |
| 𐊠     | a             |                     |
| 𐊢     | d             | ð                   |
| 𐊣     | l             |                     |
| 𐊤     | ù             |                     |
| 𐊥     | r             |                     |
| 𐊦     | λ             |                     |
| 𐊨     | q             |                     |
| 𐊩     | b             | β                   |
| 𐊪     | m             |                     |
| 𐊫     | o             |                     |
| 𐊭     | t             |                     |
| 𐊮     | š             | ʃ                   |
| 𐊰     | s             | s                   |
| 𐊲     | u             |                     |
| 𐊴     | x             |                     |
| 𐊵     | n             |                     |
| 𐊷     | p             |                     |
| 𐊸     | ś             | θ                   |
| 𐊹     | i             |                     |
| 𐊺     | e             |                     |
| 𐊻     | w             |                     |
| 𐊼     | k             |                     |
| 𐊿     | ú             |                     |
| 𐋅     | í             |                     |
| 𐋇     | τ             |                     |
| 𐋈     | w             |                     |

### Fonología
Los intentos de descifrar la escritura del cario empezaron en el siglo XIX, pero esos intentos estuvieron plagados de numerosos errores y descuidos. Finalmente V. Shevoroshkin (1965) demostró que se trataba de una escritura alfabética, aunque los valores fonéticos atribuidos seguían teniendo importantes errores. Ray (1981) usando la evidencia de las tumbas bilingües en cario y egipcio corrigió errores, y los trabajos posterior de I.-J. Adiego y D. Schürr completaron el correcto descifrado.
Existen muchas incertidumbres referentes a la interpretación fonética de algunos signos del alfabeto cario. No hay seguridad de hasta qué punto algunos signos representan fonemas diferentes; por eso se presentan entre paréntesis. La mayor parte de los valores fonéticos se han establecido comparando inscripciones bilingües en griego o egipcio demótico. El siguiente inventario consonántico es el propuesto por H. G. Melchert:
|              | Bilabial | Dental              | Alveolar            | Palatal | Gutural | Glotal  |
| ------------ | -------- | ------------------- | ------------------- | ------- | ------- | ------- |
| Oclusiva     | p        | t                   | t                   |         | k k, q  |         |
| Africada     |          |                     | ʦ (?) τ*            |         |         |         |
| Fricativas   | β (?) b  | ð (?) d             |                     |         |         |         |
| Fricativas   |          | θ (?) ś             | s (?) s             | ʃ (?) š |         | h (?) x |
| Nasales      | m        | n                   | n                   |         |         |         |
| Aproximantes | w u      | r, l, lː(?) l, r, λ | r, l, lː(?) l, r, λ | j i     |         |         |

### Gramática
La terminación de acusativo animado singular es -n (<pIE *-m), la marca de nominativo es el morfo cero, mientras que -ś es algún tipo de terminación adjetiva usada para marcar posesión.